# Mike Gomes
 (août 2025).
Mike Gomes, né le 19 septembre 1988 à Neuchâtel en Suisse, est un footballeur suisse qui évolue au poste de défenseur.

## Biographie
Le 10 février 2019, Gomes effectue son 100e match en faveur du Neuchâtel Xamax.

## Palmarès
- Champion de Suisse de deuxième division en 2018 avec le Neuchâtel Xamax
- Vice-champion de Suisse de deuxième division en 2017 avec le Neuchâtel Xamax
- Champion de Suisse de troisième division en 2015 avec le Neuchâtel Xamax